# María Escribano Sánchez
María Antonia Escribano Sánchez (Madrid, 24 de gener de 1954 - ibídem, 22 de desembre de 2002) fou una pianista i compositora espanyola.

## Biografia
Maria Escribano va estudiar piano i composició en el Real Conservatori de Música de Madrid amb Antón García Abril i Roman Alis. Va continuar els seus estudis de música contemporània amb els compositors Carmelo Bernaola, Cristóbal Halffter i Tomás Marco, i amb Rodolfo Halffter en el Festival de Granada, Mauricio Kagel i György Ligeti en Darmstadt i Colònia, Luis de Pablo a Madrid, Arturo Tamayo a Friburg. Va estudiar orquestració i composició amb Lleonard Balada a la Universitat Carnegie Mellon de Pittsburgh. Després de completar els seus estudis, es va traslladar a Àvila i allí va treballar com a compositora i professora de música.
En 1978 va rebre una beca per a creadors de la Fundació Juan March, i va ser compositora resident durant tres anys en la Roy Hart Theatre Company a França, on també va treballar com a pianista i actriu. Va col·laborar amb la pianista, musicòloga i cantant Ana Vega Toscano pel Spell of Robin Hood, i va dirigir el Creation Center AGAD en Arenas de San Pedro (Àvila), amb l'actor i director Manuel Azquinezer.
Escribano va ser molt activa com a professora de música i va crear "El jardí de la música" a Madrid, al Centre El Ardal, per a nens de tres a setze anys, especialitzant-se en la improvisació i la composició. També va conduir un programa de música per a nens de 18 mesos a tres anys.
Maria Escribano va morir a Madrid.

## Obra
Les obres selectes inclouen: 
- Habanera Del Agua
- Mujer De Aguas Dulces
- Paradisi porta
- "L'histoire d'un are

### Discografia
Les composicions d'Escribano enregistrades inclouen:
- Voces de una tradición, María Escribano, 1983
- La Herencia Judía en España María Escribano i Maite Hernan Gómez 1992
- Stories and Songs of the Media Lunita, Antonio Rodríguez Almodóvar, publicat per Gateway i Editorial ANAYA.
- Women and Music, (No. 3 de la pianista Susana Marín i No. 12, Madrid)
- Spell of Robin Hood, incloent-hi 7 obres per a piano sol, i piano i electroacústica.